# Anza (Californie)
Anza est un secteur non constitué en municipalité situé dans le comté de Riverside dans l'État américain de Californie. En 2007, il comptait une population de 8.000 habitants. La ville est située à environ 56 km au sud-ouest de Palm Springs, à 230 km au sud-est de Los Angeles et à 121 km au nord-ouest de San-Diego, il est traversé par la Route 371 de l'état de la Californie.

## Géographie
Anza est situé au point de coordonnées 33° 33′ 18″ N, 116° 40′ 22″ O.